# Asclepi (metge)
Asclepi (en llatí Asclepius en grec antic Ἀσκλήπιος) va ser un metge grec que devia viure al segle ii aC tal com en parla Galè.
Un altre metge del mateix nom és mencionat per un escoliasta d'Hipòcrates que diu que va escriure un comentari sobre els aforismes i probablement sobre altres obres d'Hipòcrates perquè s'havia compromès a parlar d'aquestes obres comparant una part amb l'altra. Un tercer metge del mateix nom és esmentat per Aeci (Aetius) segons Johann Albert Fabricius.